# Martin Kolár
Martin Kolár (pseudonym Martin Spurný) (27. července 1958 Praha – 24. srpna 2010 Praha) byl český herec, dabér a režisér českého znění.
Martin Kolár se narodil 27. července 1958 v Praze. V televizi hrál většinou malé role – zahrál si v seriálech Rodáci, Arabela se vrací aneb Rumburak králem Říše pohádek či Místo nahoře a filmech Konec básníků v Čechách či Noc smaragdového měsíce. Mezi jeho největší dabingové role patří Worf v seriálu Star Trek: Nová generace, Zlatoslav Lockhart ve filmu Harry Potter a Tajemná komnata nebo pan Little ve filmu Myšák Stuart Little. Martin Kolár zemřel 24. srpna 2010 ve věku 52 let na amyotrofickou laterální sklerózu.